# Taiping (köpinghuvudort i Kina, Hubei Sheng, lat 32,29, long 112,76)
Taiping (kinesiska: 太平, 太平镇) är en köpinghuvudort i Kina. Den ligger i provinsen Hubei, i den centrala delen av landet, omkring 240 kilometer nordväst om provinshuvudstaden Wuhan. Antalet invånare är 81 251. Befolkningen består av 39 530 kvinnor och 41 721 män. Barn under 15 år utgör 16,0 %, vuxna 15-64 år 73 %, och äldre över 65 år 10,0 %.
Runt Taiping är det tätbefolkat, med 331 invånare per kvadratkilometer. Närmaste större samhälle är Zaoyang, 17,7 km söder om Taiping. Trakten runt Taiping består till största delen av jordbruksmark.
Genomsnittlig årsnederbörd är 936 millimeter. Den regnigaste månaden är augusti, med i genomsnitt 159 mm nederbörd, och den torraste är januari, med 10 mm nederbörd.